# Campeonato Mundial de Halterofilismo de 2009 - Até 48 kg feminino
A competição feminina na categoria até 48 kg foi realizada em 21 de novembro de 2009.

## Calendário
As competidoras foram divididas em dois grupos:
| Dia            | Horário | Fase    |
| -------------- | ------- | ------- |
| 21 de novembro | 13:00   | Grupo B |
| 21 de novembro | 19:00   | Grupo A |

## Medalhistas
| Prova     | Ouro                | Ouro   | Prata               | Prata  | Bronze                   | Bronze |
| --------- | ------------------- | ------ | ------------------- | ------ | ------------------------ | ------ |
| Arranque  | Wang Mingjuan (CHN) | 093 kg | Sibel Özkan (TUR)   | 089 kg | Pensiri Laosirikul (THA) | 085 kg |
| Arremesso | Sibel Özkan (TUR)   | 117 kg | Wang Mingjuan (CHN) | 115 kg | Chen Wei-ling (TPE)      | 112 kg |
| Total     | Wang Mingjuan (CHN) | 208 kg | Sibel Özkan (TUR)   | 206 kg | Chen Wei-ling (TPE)      | 196 kg |

## Recordes
Antes desta competição, os recordes mundiais da categoria eram os seguintes:
| Recorde         | Tipo      | Atleta            | Peso   | Local                         | Data                  |
| Recorde mundial | Arranque  | Yang Lian (CHN)   | 098 kg | São Domingos, Rep. Dominicana | 1º de outubro de 2006 |
| Recorde mundial | Arremesso | Chen Xiexia (CHN) | 120 kg | Tai'an, China                 | 21 de abril de 2007   |
| Recorde mundial | Total     | Yang Lian (CHN)   | 217 kg | São Domingos, Rep. Dominicana | 1º de outubro de 2006 |

## Resultados
Ref.
| Pos. | Atleta                   | Grupo | Peso (kg) | Arranque (kg) | Arranque (kg) | Arranque (kg) | Arranque (kg) | Arremesso (kg) | Arremesso (kg) | Arremesso (kg) | Arremesso (kg) | Total (kg) |
| Pos. | Atleta                   | Grupo | Peso (kg) | 1             | 2             | 3             | Pos.          | 1              | 2              | 3              | Pos.           | Total (kg) |
| ---- | ------------------------ | ----- | --------- | ------------- | ------------- | ------------- | ------------- | -------------- | -------------- | -------------- | -------------- | ---------- |
| 1    | Wang Mingjuan (CHN)      | A     | 47,97     | 90            | 93            | 95            | 1             | 110            | 115            | 118            | 1              | 211        |
| 2    | Sibel Özkan (TUR)        | A     | 47,82     | 89            | 92            | 93            | 2             | 110            | 115            | 117            | 2              | 206        |
| 3    | Chen Wei-ling (TPE)      | A     | 46,36     | 80            | 84            | 86            | 5             | 108            | 112            | 115            | 3              | 196        |
| 4    | Pensiri Laosirikul (THA) | A     | 47,51     | 82            | 85            | 87            | 3             | 106            | 110            | 110            | 4              | 191        |
| 5    | Im Jyoung-hwa (KOR)      | A     | 47,68     | 80            | 85            | 89            | 4             | 103            | 103            | 111            | 5              | 188        |
| 6    | Marzena Karpińska (POL)  | A     | 47,64     | 79            | 81            | 82            | 6             | 95             | 98             | 100            | 7              | 182        |
| 7    | Carolina Valencia (MEX)  | A     | 47,80     | 78            | 82            | 82            | 7             | 97             | 100            | 103            | 8              | 182        |
| 8    | Panida Khamsri (THA)     | A     | 46,89     | 75            | 75            | 80            | 8             | 95             | 95             | 100            | 6              | 175        |
| 9    | Kanae Yagi (JPN)         | B     | 47,77     | 68            | 71            | 73            | 10            | 90             | 93             | 95             | 9              | 164        |
| 10   | Kelly Rexroad (USA)      | B     | 47,91     | 68            | 70            | 72            | 9             | 83             | 86             | 88             | 10             | 160        |
| 11   | Anaïs Michel (FRA)       | B     | 47,96     | 66            | 69            | 69            | 11            | 85             | 85             | 88             | 11             | 151        |
| 12   | Marina Sisoeva (UZB)     | B     | 44,84     | 54            | 57            | 59            | 12            | 70             | 75             | 77             | 12             | 134        |
| DQ   | Nurcan Taylan (TUR)      | A     | 47,44     | 90            | 90            | 93            | —             | 110            | 114            | 115            | —              | —          |